# 板橋区立上板橋小学校
板橋区立上板橋小学校（いたばしくりつ かみいたばししょうがっこう）は東京都板橋区にある公立小学校。区内では三番目に古い1876年（明治9年）の開校。1882年（明治15年）に現在の地に移り、創立140年の歴史を誇る。

## 特徴
- 長命寺の南西側にあり、創立当時から「寺子屋」である。周辺の学童を集めていることから付近の石神井川には「学校橋」なる名称まで残っており、往時の通学路が認められる。
- 区立小学校では数少ない特殊学級を設けており、障害のある児童にも環境を整えている。

## 交通
板橋区東山町47-3
- 環七通りと川越街道の交差する板橋中央陸橋から徒歩5分程度。
- 東武東上線 ときわ台駅南口から徒歩15分程度。
- 都営バス・関東バス・国際興業バス 東山町バス停から徒歩3分程度。